# Говард, Мэри
Мэри Фицрой, герцогиня Ричмонд и Сомерсет (англ. Mary FitzRoy, Duchess of Richmond and Somerset; 1519 — 7 декабря 1557), урождённая леди Мэри Говард. Супруга Генри Фицроя, внебрачного сына короля Англии Генриха VIII.

## Биография
Мэри Говард родилась в семье Томаса Говарда, 3-го герцога Норфолка, от его второго брака с леди Элизабет Стаффорд, дочерью Эдварда Стаффорда, 3-го герцога Бекингема, и Элеоноры Перси.
В ноябре 1533 года в возрасте четырнадцати лет Мэри была обвенчана с Генри Фицроем, незаконнорождённым сыном Генриха VIII и Элизабет Блаунт. Многие полагали, что именно Фицрой станет следующим королём Англии, так как на тот момент у Генриха не было законного наследника мужского пола, а свою дочь, принцессу Марию, он не воспринимал как преемницу. Брак был организован не без участия Анны Болейн, племянницы Норфолка, к тому времени уже законной супруги Генриха и королевы Англии, и тем самым способствовал усилению влияния герцога при дворе. После свадьбы Мэри была включена в свиту Анны.
Поскольку Фицрой был слаб здоровьем, король запретил супругам консуммировать брак. Впоследствии Генрих воспользовался этим фактом как предлогом не выплачивать герцогине вдовью долю. Кроме того, ей не было дозволено вступить во владение землями Фицроя, принадлежавшими ей по праву. После смерти мужа в июле 1536 года Мэри жила в Кеннингхолле (англ. Kenninghall), одном из поместий Говардов.
Казнь Анны Болейн и женитьба Генриха на Джейн Сеймур несколько ослабила позиции Норфолка, и в 1538 году, стремясь вернуть былое могущество, герцог решил породниться с семейством Сеймур и испросил у короля разрешение на брак Мэри с Томасом, братом королевы Джейн. Генрих отнёсся к просьбе Норфолка благосклонно и даже поручил канцлеру Кромвелю организацию свадьбы, однако Мэри была категорически против, и помолвка не состоялась.
В 1540 году она вновь появилась при дворе в качестве фрейлины, на сей раз при Анне Клевской, а затем при Кэтрин Говард, которая также являлась её кузиной. Однако уже в ноябре 1541 года ей пришлось вернуться в Кеннингхолл, так как после ареста Кэтрин и её последующей казни свиту королевы распустили за ненадобностью.
В 1546 году от Сеймуров последовало повторное предложение о брачном союзе. Планировалось, что герцогиня Ричмонд станет женой Томаса Сеймура, а кроме того, предполагалась помолвка внуков Норфолка и старших отпрысков Эдуарда Сеймура, графа Хертфорда. Но на этот раз воспротивился брат герцогини, Генри Говард, граф Суррей, заявивший, что если уж она жаждет иметь влияние, «как мадам д’Этамп при дворе французского короля Франциска», то ей следовало бы стать любовницей Генриха, нежели женой Сеймура. Герцогиня в ответ сказала, что скорее «перережет себе горло, чем отважится на подобное». Это событие стало причиной размолвки между братом и сестрой.
В декабре 1546 герцог Норфолк и граф Суррей были арестованы по обвинению в государственной измене, и герцогиня Ричмонд была вынуждена свидетельствовать против них. Её показания не стали решающими в процессе над Норфолком и Сурреем, но, тем не менее, оба были приговорены к смерти. После казни Суррея в январе 1547 года право опекунства над его детьми было передано Мэри. Наставником для племянников она выбрала Джона Фокса, убеждённого протестанта. В отличие от большинства остальных Говардов, известных своей приверженностью католической вере, герцогиня приняла новую религию, что привело к её опале во времена царствования Марии I Тюдор. Однако смена религии ничуть не помешала ей поддерживать добрые отношения с отцом, герцогом Норфолком, которому удалось избежать казни.
После смерти Генриха VIII в 1547 году герцогиня Ричмонд почти не бывала при дворе и оставалась вдовой до конца своих дней. Она скончалась 7 декабря 1557 года и была похоронена рядом со своим мужем в церкви Св. Михаила Архангела в Саффолке.

## Образ в литературе
Хотя образ Мэри Фицрой ни разу не был воплощён в кино, в качестве литературного персонажа она фигурирует во многих исторических и мелодраматических романах. Среди них The Secrets of the Tudor Court авторства Д. Л. Богдан (англ. D.L. Bogdan), а также The Sixth Wife английской писательницы Джин Плейди, в котором герцогиня Ричмонд представлена соперницей Катарины Парр.